# St.-Sebastian-und-St.-Fabian-Kirche (Schwesing)

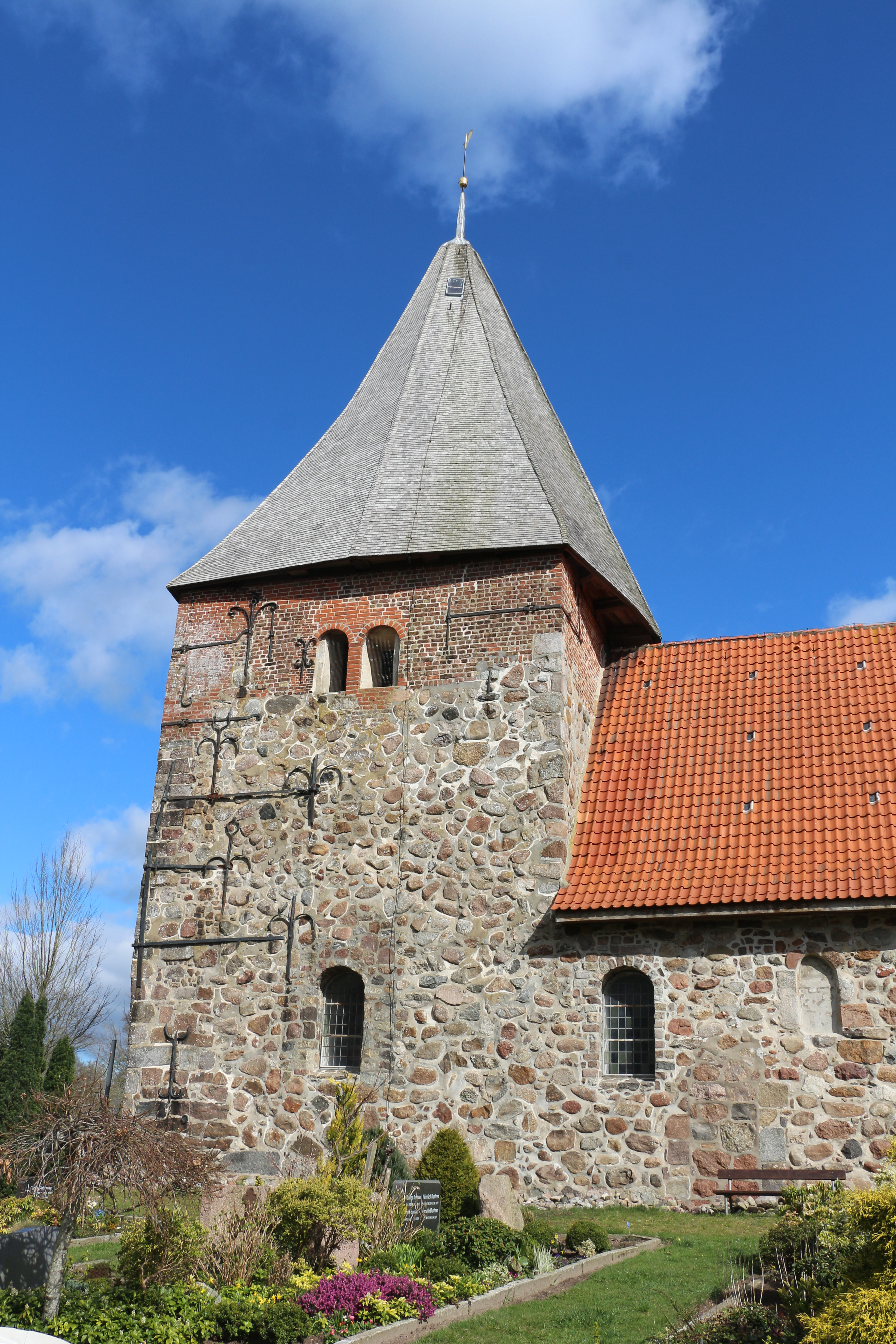
Kirche Schwesing

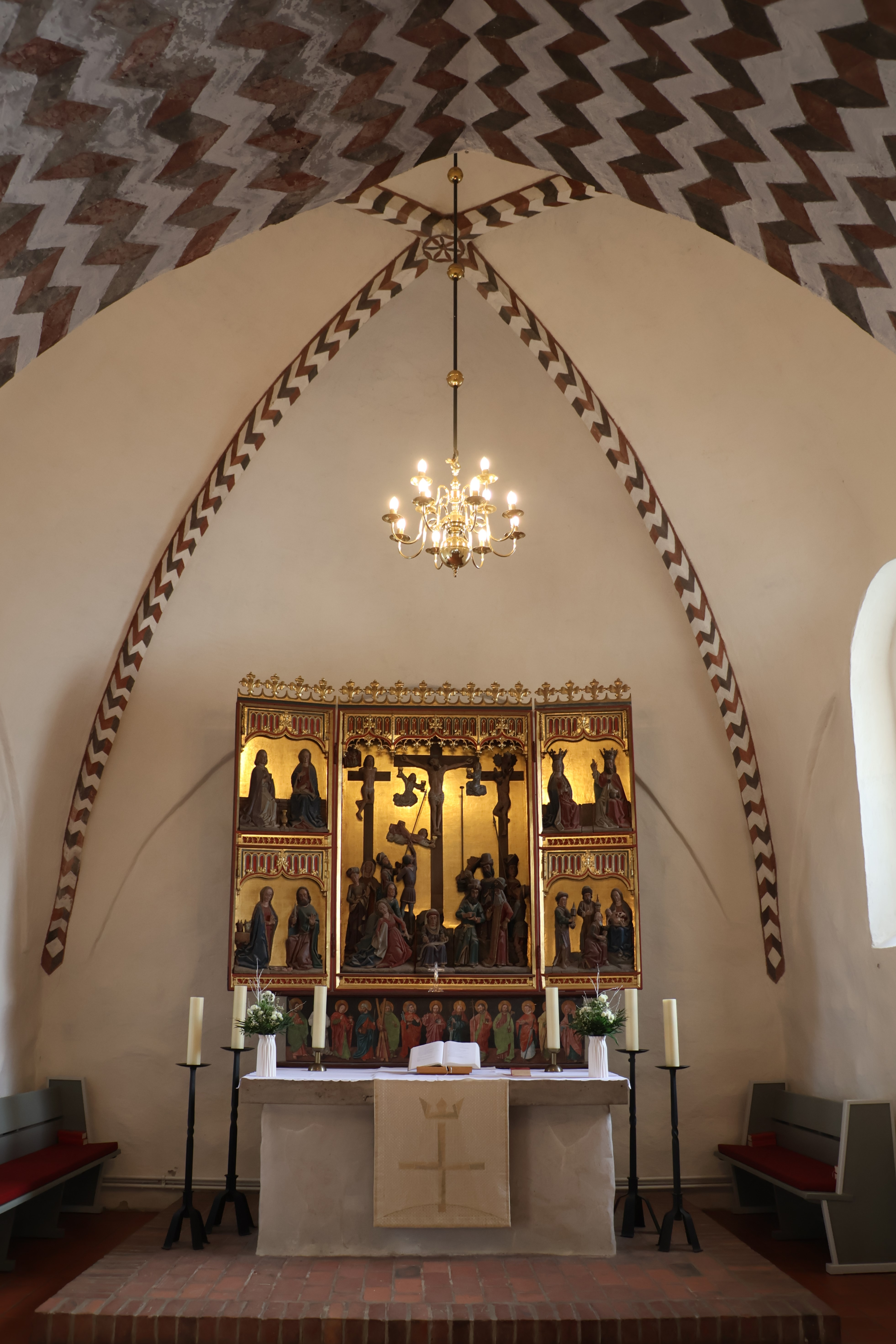
Chorraum durch den Chorbogen gesehen

Die romanische St.-Sebastian-und-St.-Fabian-Kirche in der Gemeinde Schwesing im Kreis Nordfriesland in Schleswig-Holstein gehört der Kirchengemeinde Schwesing im Kirchenkreis Nordfriesland der Evangelisch-Lutherischen Kirche in Norddeutschland. Sie ist ein nach dem Denkmalschutzgesetz von Schleswig-Holstein geschütztes Kulturdenkmal mit der Objekt-ID 5134.

## Geschichte
Die Schwesinger Kirche wurde um 1200 errichtet. Ihr Patroziniumsheiliger soll nach Auskunft des Kartographen Johannes Mejer, dessen gleichnamiger Vater 1604–1606 Pastor in Schwesing gewesen war, der Apostel Andreas gewesen sein. Der heute verwendete Name St. Sebastian und St. Fabian geht auf eine 1811 im Stipes des Hauptaltars gefundenen Weiheurkunde zurück. Demnach weihte der Schleswiger Bischof Nikolaus Wulf im Jahr 1451 den Altar den Märtyrern Fabian und Sebastian, deren Reliquien in einer Kapsel in den Altartisch eingelegt wurden.
Die Kirche wurde auf einer künstlichen Aufschüttung in moorigem Gebiet errichtet. Zunächst nur eine von Mildstedt aus betreute turmlose Kapelle wurde sie Mitte des 15. Jahrhunderts Pfarrkirche eines großflächigen, anfangs jedoch nur dünn besiedelten Kirchspiels, das neben Schwesing die Dörfer Wester- und Oster-Ohrstedt, Immenstedt, Ahrenviöl und Hochviöl (heute Ortsteil von Viöl) umfasste. Dieselben Orte bildeten 1870–1934 die Kirchspielslandgemeinde Schwesing und gehören auch jetzt noch zur Kirchengemeinde. Die Kirche liegt am westlichen Rand der Gemeinde, was durch verschiedene Sagen erklärt wird.
Außer dem erwähnten St.-Sebastian-und-St.-Fabian-Altar soll es einen Marienaltar und einen dem heiligen Georg geweihten Altar gegeben haben.
Der massive Feldsteinturm ist hundert bis zweihundert Jahre jünger als der Rest der Kirche. Eine Sage erzählt, dass der Turm aus Steinen des Dannewerks errichtet wurde. Er wurde nach einem Blitzeinschlag 1616 im oberen Drittel aus Backsteinen ergänzt und mit einem achtseitigen Zeltdach gedeckt. Um 1800 musste er wegen durch Maueranker stabilisiert werden. Von den drei Glocken wurde die größte im Zweiten Weltkrieg beschlagnahmt, gelangte jedoch vom Hamburger Glockenfriedhof unbeschadet zurück nach Schwesing.
Anfang der 1960er Jahre wurde die Kirche renoviert und dabei versucht, den mittelalterlichen Zustand sowohl des Raumes als auch der Ausstattung wieder herzustellen. Dabei wurde auch die Nordempore abgerissen, für die Carl Ludwig Jessen 1887 Brüstungsbilder malte.

## Beschreibung
Die romanische Feldsteinkirche wurde um 1200 erbaut. Sie besteht aus einem Langhaus, einem eingezogenen, gerade geschlossenen Chor im Osten und dem wuchtigen gotischen Kirchturm in Breite des Langhauses im Westen. Der Eingang befindet sich im Turm. Die zugemauerten Türen an der Nord- und Südseiten sind sowohl innen als auch außen zu erkennen. An der Seitenwand des Kirchenschiffes und an der Ostwand des Chores sind zudem zugemauerte romanische Fenster sichtbar. Die Sakristei an der Südwand des Chores wurde später angebaut.
Im Glockenstuhl hängen drei Kirchenglocken, davon zwei ältere von 1718 und 1805.
Im Innenraum sind Langhaus und Chor mit einem Chorbogen verbunden, auf dem Zickzackbänder gemalt sind, die nach Resten mittelalterlicher Bemalung rekonstruiert sind. Das eingewölbte untere Geschoss des Türmes ist zum Kirchenschiff hin offen.

## Ausstattung
Das älteste Stück der Kirchenausstattung ist der romanische Taufstein aus Granit, der wohl aus der Entstehungszeit der Kirche um 1200 stammt.
Das Altarretabel ist vermutlich nur wenig jünger als der 1451 geweihte Altartisch, auf dem es steht. Der Flügelaltar stellt das Marienleben in den Mittelpunkt. Im Mittelschrein ist eine geschnitzte Kreuzigungsdarstellung zu sehen mit verhältnismäßig wenigen, anhand der biblischen Geschichten zu identifizierenden Figuren, darunter die trauernde Maria links vom Kreuz und der Titulusschreiber im Zentrum. Engel fangen das Blut des Gekreuzigten in Kelchen auf, wodurch bildlich eine Verbindung zwischen dem dargestellten Kreuzigungsgeschehen mit der an dem Altar gefeierten Eucharistie gezogen wird. Über den Figuren der zu Jesu Seiten gekreuzigten Schächer befinden sich als Seelenbegleiter ein Engel, der die Seele des guten Schächters Dismas trägtem beziehungsweise ein Teufel, bei dem jedoch die Figur der als kleiner nackter Mensch dargestellten Seele fehlt. In den Flügeln sind drei Szenen aus der Weihnachtsgeschichte, die Verkündigung, die Geburt Jesu in Bethlehem und die Anbetung des Kindes durch die drei heiligen Könige, sowie eine Marienkrönung dargestellt. In der Predella sind Jesus und elf Apostel gemalt; anstelle von Judas Iskariot ist der Friesenmissionar Bonifacius als Benediktinermönch abgebildet. Im Jahr 1641 wurde der Altar im Barockstil umgestaltet. Er erhielt einen Rahmen aus geschnitzten Ornamenten und als Krönung eine Figur des auf der Weltkugel stehenden Salvator mundi. Dabei nagelte man auch eine neue Darstellung der Apostel über die alte Predella. Im Zuge der Wiederherstellung des mittelalterlichen Zustandes der Kirche 1961/62 wurde die Predella des 15. Jahrhunderts wiederentdeckt. Die barocke Predella hängt nun an der Nordwand des Chores, der Salvator mundi ist weiter hinten im Kirchenschiff aufgestellt. Die Malerei der Außenflügel ist verloren.
Der Korb der schlichten, vierseitigen Frühreniassance-Kanzel aus dem 16. Jahrhundert ist mit Faltwerk verziert. Die ursprüngliche Fassung wurde 1961 wiederhergestellt. Auf den oberen Feldern stehen Bibelsprüche, darunter die Namen einiger Pastoren, während deren Amtszeit Renovierungen in der Kirche stattfanden. Vom 1961 entfernten Schalldeckel hat sich nur die den Heiligen Geist symbolisierende Taube erhalten, die über dem Taufbecken aufgehängt ist.
Das an der Nordwand des Langschiffs hängende Triumphkreuz ist durch eine Aufschrift auf dem Brettkreuz unter Jesu Füßen auf 1623 datiert.
An der Orgelempore befinden sich sechs Tafeln mit biblischen Personen. Sie stammen von der abgerissenen Nordempore, auf der sich 21 Emporenbilder von 1887 befanden.

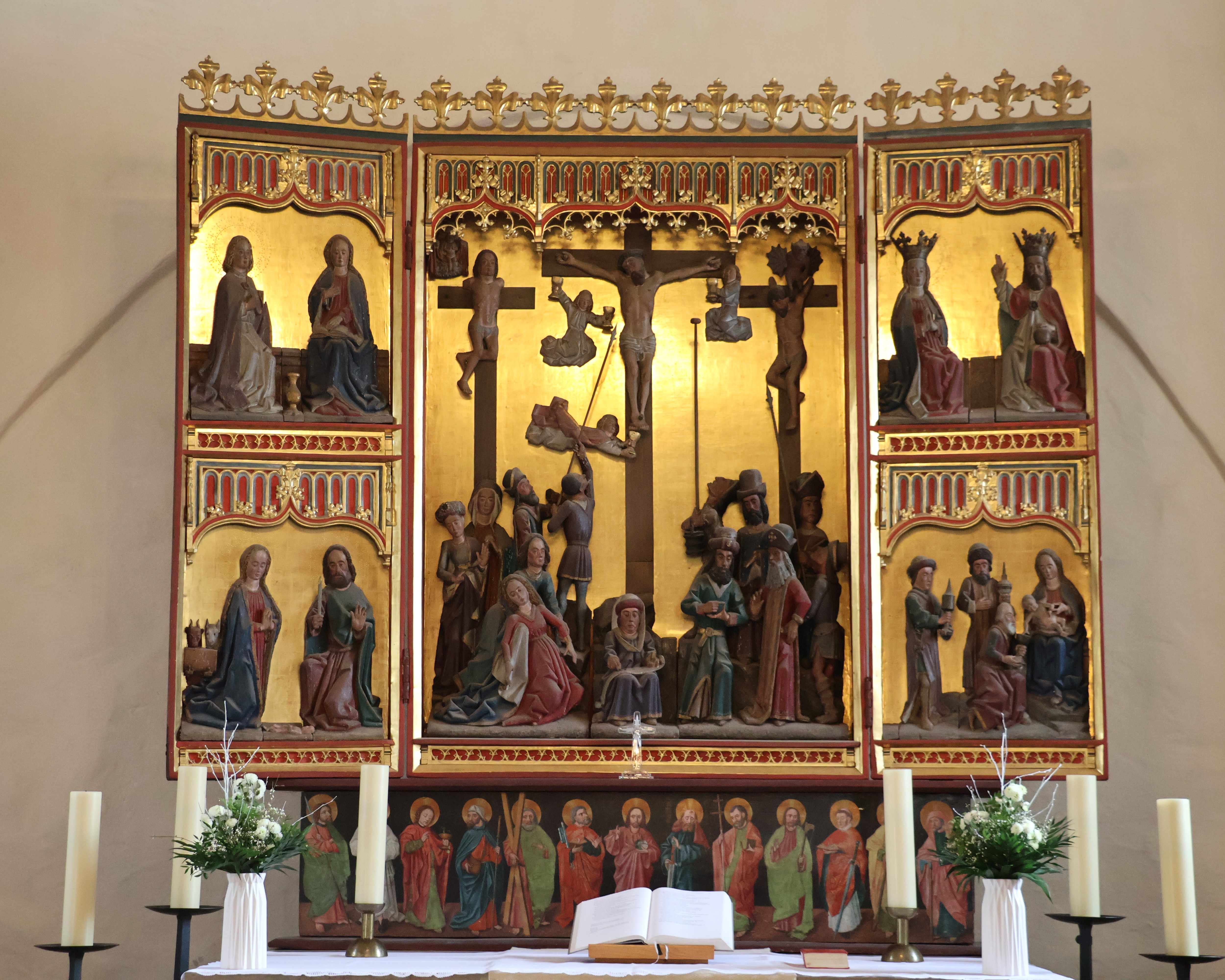
Altar
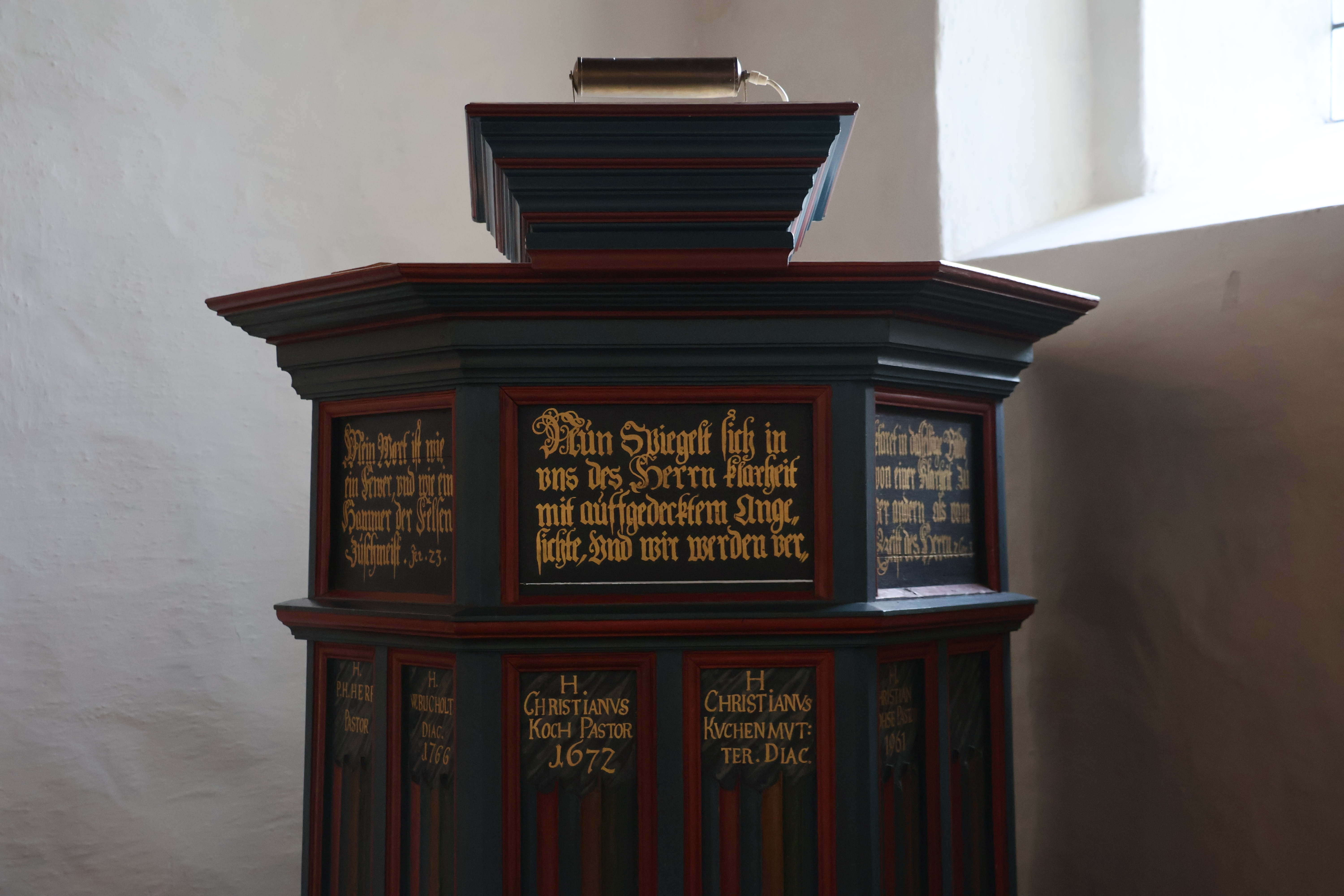
Kanzel
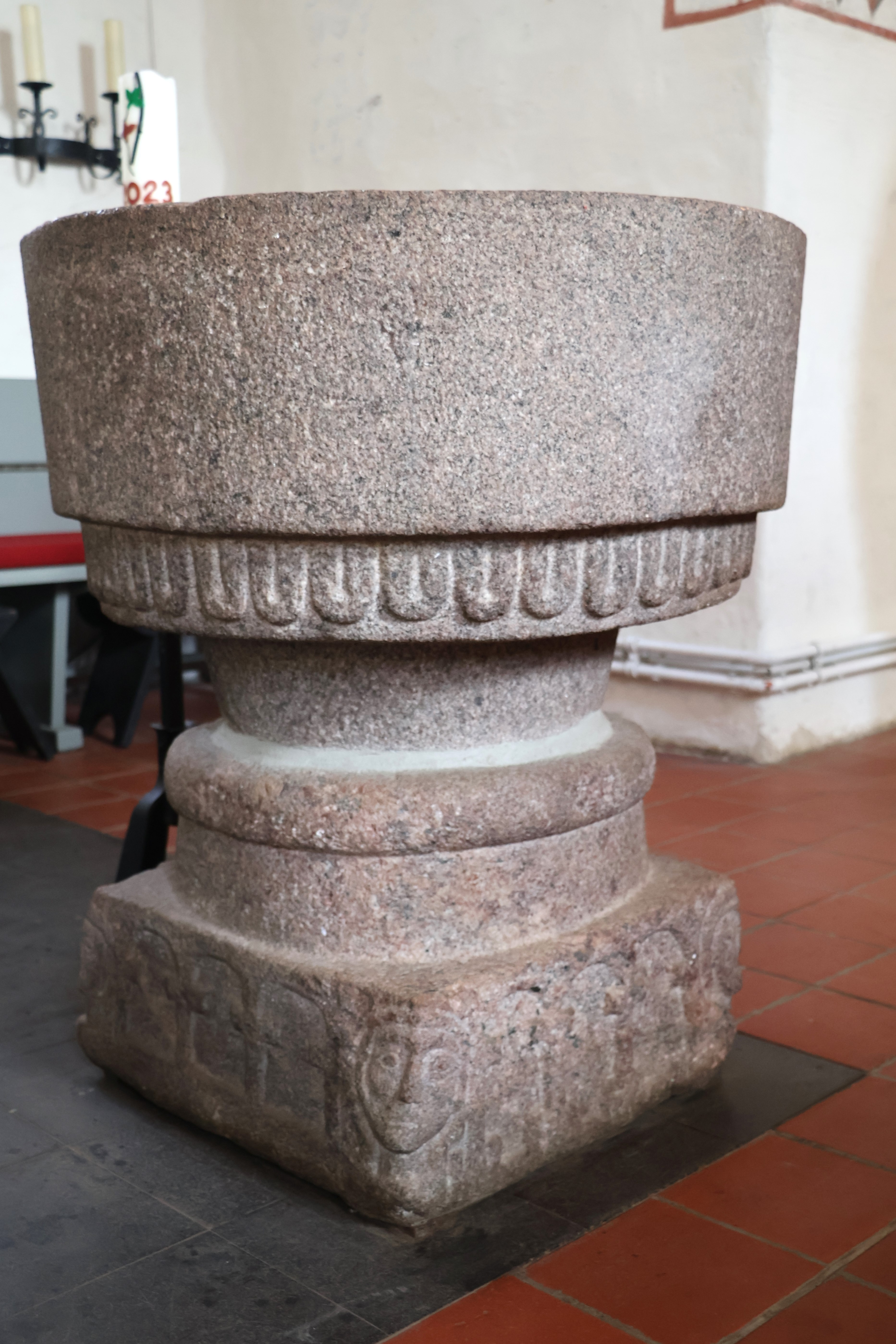
Taufbecken
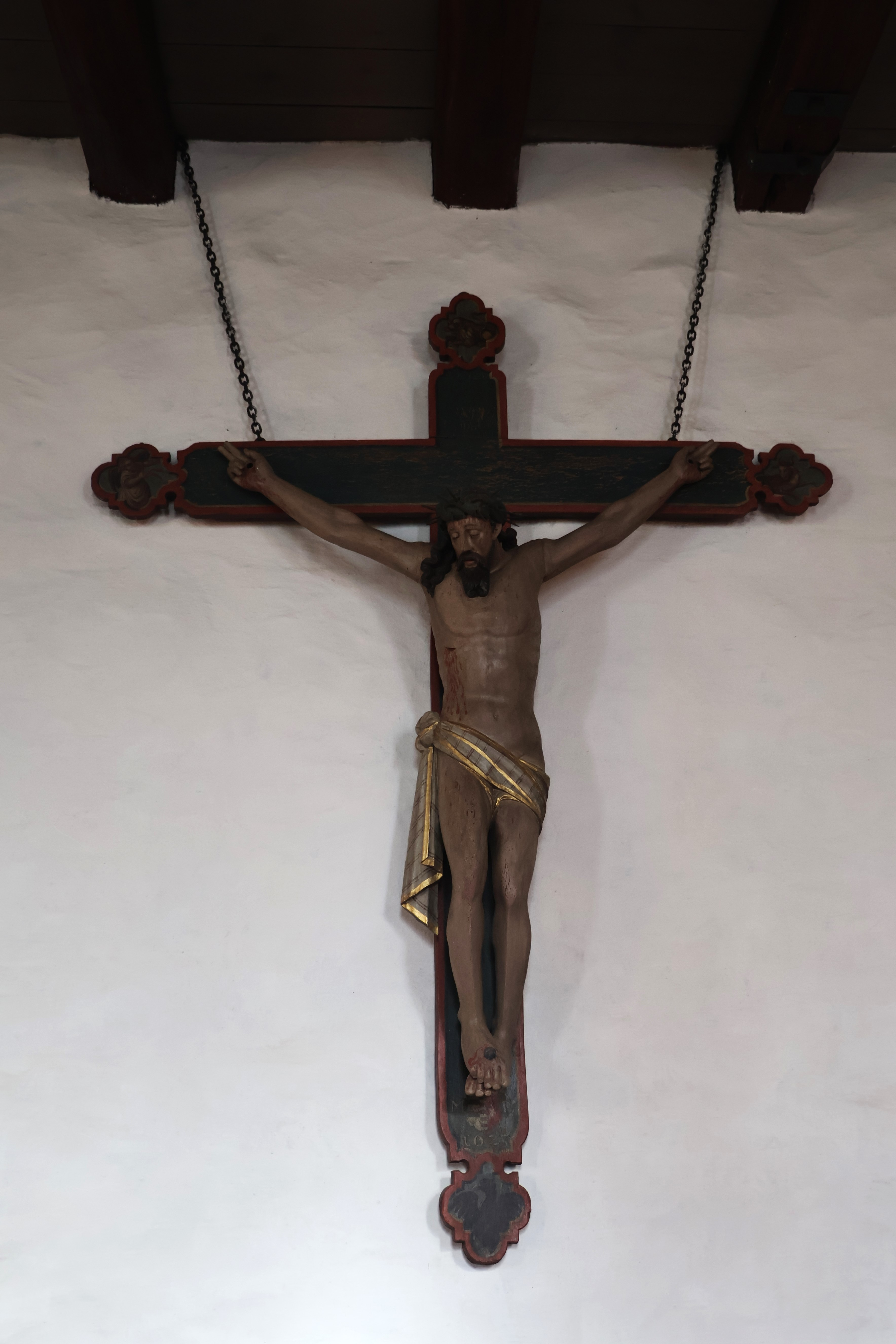
Triumphkreuz
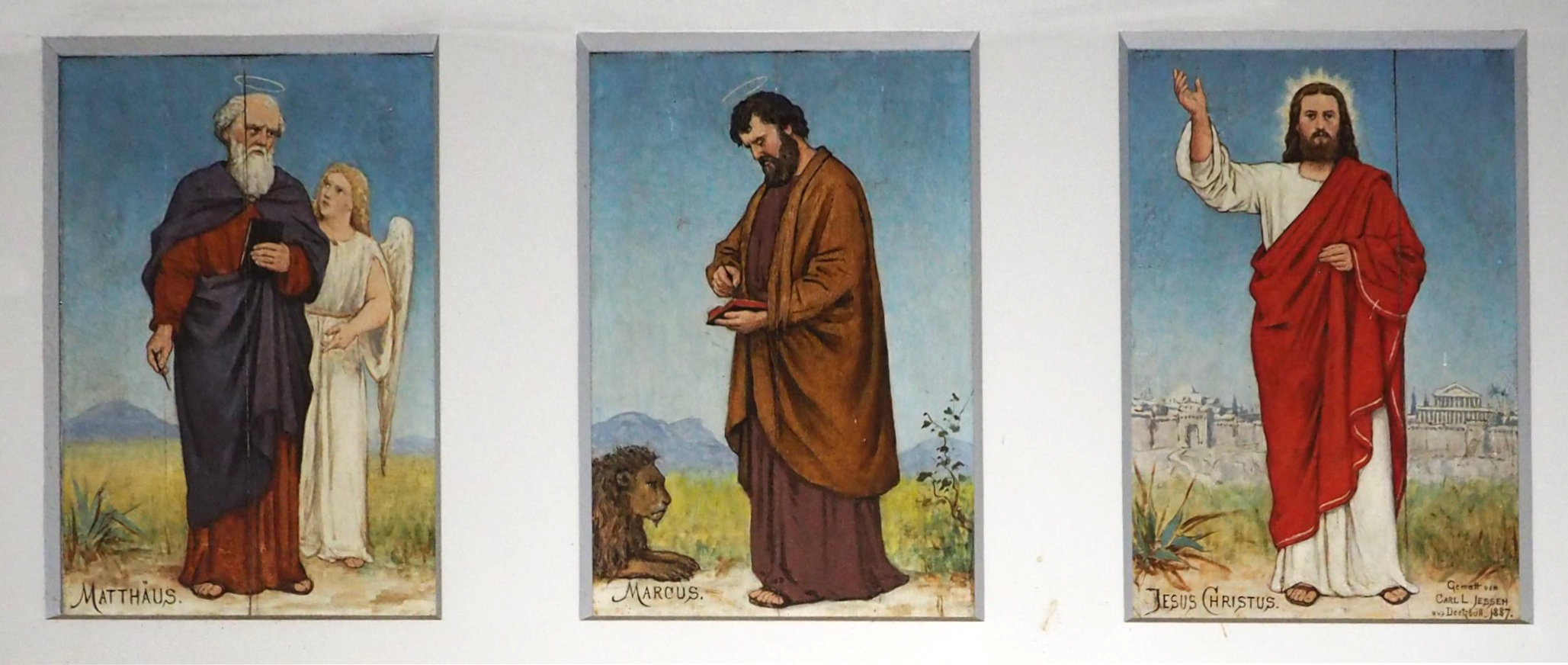
Emporenmalerei

## Orgel

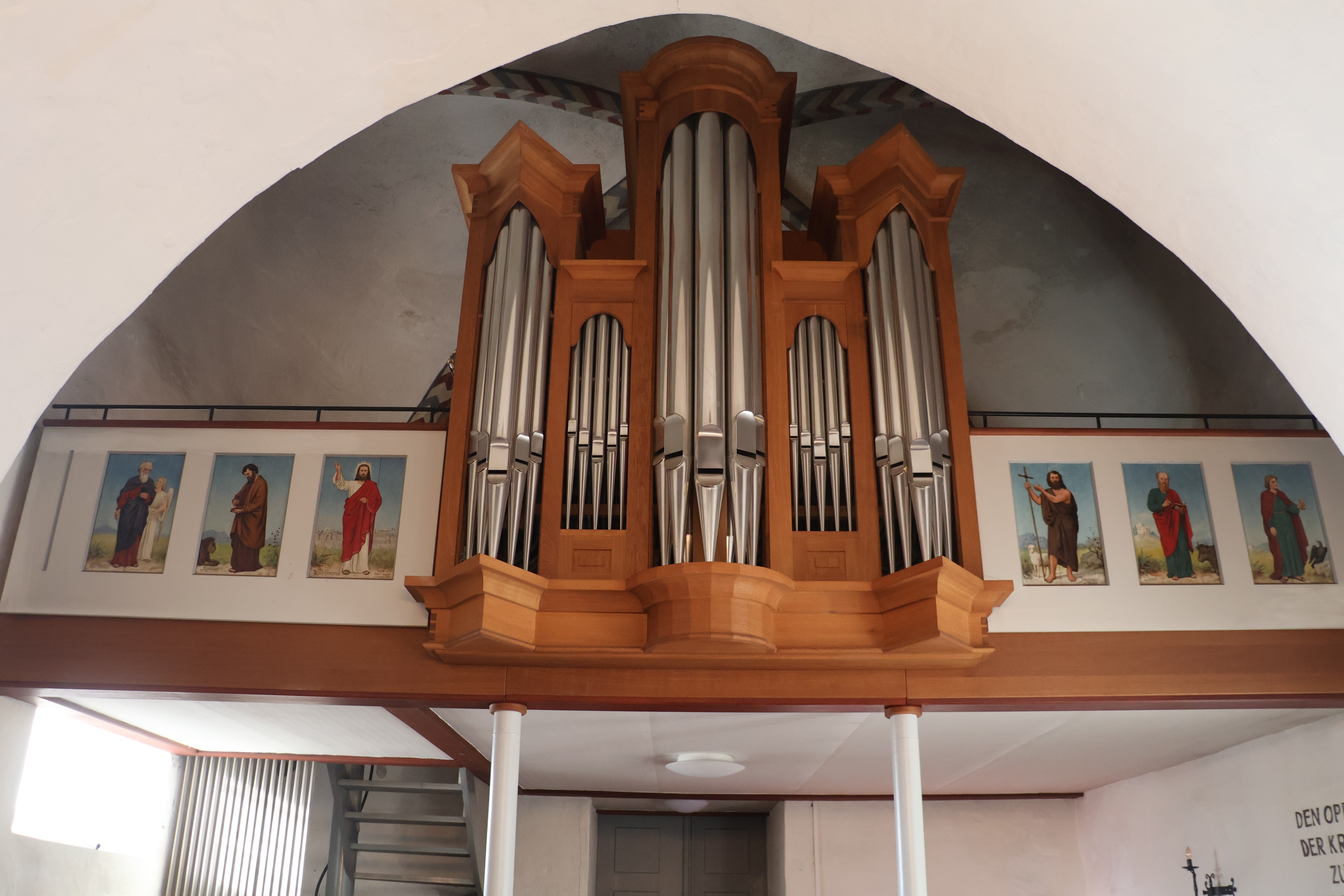
Orgel

Bis 1887 hatte die Kirche keine Orgel. Erst dann konnte der Orgelbau, für den die Gemeinde seit 1856 gesammelt hatte, realisiert werden. Dieses einmanualige  Instrument wurde 1962 durch eine Orgel mit zwei Manualen vom Orgelbauer Tolle ersetzt, das jedoch schon in den 1990er Jahren schwere Schäden aufwies. Im Jahr 2000 konnte eine neue, von Lothar Banzhaf gebaute Orgel auf der Empore im Turmraum aufgestellt werden. Sie hat dreizehn Register auf zwei Manualen und einem Pedal. Sechs der ursprünglich 21 von Carl Ludwig Jessen für die 1961 entfernte Nordempore gemalten Brüstungsbilder wurden an der Orgelempore befestigt.